# I Kathimerini
I Kathimerini (græsk: Η Καθημερινή, Den daglige) er en græsk avis, der udgives i Athen. Første udgave var på gaden 15. september 1919. Den udkommer i en græsk udgave og en forkortet udgave på engelsk. Den engelske udgave sælges separat i USA, Grækenland og Cypern og i Grækenland og Cypern som tillæg til International New York Times (tidligere International Herald Tribune).
Avisen, som udkommer i broadsheet-format, anses traditionelt for at være en konservativ stemme af høj journalistisk kvalitet blandt græske medier). Den var således højst kritisk overfor den antiroyale Eleftherios Venizelos i begyndelsen af det 20. århundrede og senere over for Papandreou-familien i efterkrigstiden.